# Wicklow Mountains
Die Wicklow Mountains (irisch Sléibhte Chill Mhantáin) sind ein Gebirgszug im Osten und Südosten von Irland. Sie verlaufen in Nord-Süd-Richtung, direkt vom Süden Dublins über die Grafschaft Wicklow in die Grafschaft Wexford.

## Geologie und Flora
Die Wicklow Mountains bestehen hauptsächlich aus Granit und Schiefer, die während der kaledonischen Gebirgsbildungsphase gefaltet wurden. Die von eiszeitlichen Gletschern gerundeten Berge sind großflächig von (meist Decken-)Mooren bedeckt.
Unter diesen Bedingungen hat sich eine vielfältige Flora entwickelt. In den Tälern und niederen Hängen besteht diese hauptsächlich aus Königsfarn, Stechginster, und Heidekräutern, Gräsern wie z. B. Seggen und wilden Heidelbeeren. Insbesondere die Heidekräuter tragen während der Blütezeit im Sommer zu einem für die Wicklow Mountains typischen Bild bei, in dem sie ganze Berghänge violett überziehen.
Wälder sind in den Wicklow Mountains eher die Ausnahme, da diese schon frühzeitlich durch den Menschen abgeholzt wurden. Die weitflächige Abholzung der Wälder war auch die Ursache für die weite Verbreitung der Moore. In der heutigen Zeit wird jedoch wieder vermehrt flächenhaft aufgeforstet. Allerdings handelt es sich hier nicht mehr um die ursprünglichen Eichen- und Birkenwälder, sondern um schnell wachsende Fichtenarten, deren Holz innerhalb weniger Jahre für die Holzindustrie nutzbar ist. An einigen Stellen findet jedoch seit einigen Jahren auch wieder eine Aufforstung im Sinne einer Wiederherstellung der ursprünglichen Laubwälder statt, so z. B. in den Nordhängen des Derrybawn Mountains oberhalb des Lower Lakes von Glendalough.

## Berge
Die Wicklow Mountains sind, wie alle irischen Berge, nicht besonders hoch. Höchster Berg ist der Lugnaquilla (Log na Coille) mit 925 m, gefolgt von Mullaghcleevaun (Mullach Cliabháin) mit 849 m und Tonelagee (Tóin le Gaoith) mit 817 m.
Weitere Berge (nach Höhe):
- Corrigasleggaun (Carraig na Sliogán) 794 m
- Slievemaan (Sliabh Meáin) 759 m
- Camenabologue (Céim na mBulóg) 758 m
- Kippure (Cipiúr) 757 m
- Conavalla (Ceann an Bhealaigh) 734 m
- Djouce (Dioghais) 725 m
- Seefingan (Suí Fionnagáin) 723 m

Durch die von Mooren geprägte Landschaft haben die meisten Berge in den Wicklow Mountains eine gerundete plateauähnliche Spitze. Aufgrund von starker Bodenerosion sind diese vielfach mit teils mannshohen Bodenfurchen (sog. peat hags) überzogen. Insbesondere durch das beliebte Bergwandern sind so bereits stärkere Erosionspfade entstanden, so z. B. am Berg Djouce. Seitens verschiedener Organisationen, allen voran dem Wicklow-Mountains-Nationalpark werden häufig genutzte Wanderpfade (wie z. B. Teile des Spink in Glendalough) mit Bodenplanken (sog. Boardwalks) ausgelegt um eine Verstärkung der Erosion durch den Menschen zu vermeiden.

## Flüsse, Seen und Nutzung des Wassers
Der River Slaney hat seine Quelle im Südwesten des Berges Lugnaquilla und fließt 117 km weit entlang der westlichen Ausläufer der Berge nach Süden, bevor er bei Wexford über den St. Georgskanal in die Irische See mündet. Der River Liffey, weitläufig bekannt als bedeutender Teil des Stadtbildes von Dublin, hat seine Quelle östlich von Kippure und südöstlich vom Sally Gap (Bearna Bhealach Sailearnáin). Zahlreiche Seen, sog. Loughs, prägen außerdem zusätzlich das Landschaftsbild. Zu den bedeutenden hierbei zählen Lough Tay (auch Luggala Lake genannt, irisch Loch Té), Lough Dan (Loch Deán), Lough Bray (Loch Bré), Lough Ouler (Loch Iolar), Lough Nahanagan (Loch na hOnchon) sowie der Upper Lake (An Loch Uachtair) und der Lower Lake (Loch na Péiste) in Glendalough.
In den Wicklow Mountains befinden sich mehrere Wasserfälle. Größter und bekanntester Wasserfall ist der Powerscourt Wasserfall (Eas Chúirt an Phaoraigh), gleichzeitig höchster Wasserfall Irlands. Ein weiterer größerer Wasserfall befindet sich in Glenmacnass unmittelbar an der Military Road östlich des Berges Scarr (Scor). Der Poulanass Wasserfall (Poll an Easa) in Glendalough ist ein weiterer bekannter Wasserfall in den Wicklow Mountains.
Das Turlough-Hill-Kraftwerk ist das einzige Pumpspeicherkraftwerksprojekt in Irland. Es befindet sich auf der Spitze des Turlough Hill (Cnoc an Turlaigh), direkt an der Old Military Road und in unmittelbarer Nähe des Wicklow Gap (Bearna Chill Mhantáin).
In Roundwood an den östlichen Ausläufern des Gebirgszuges befindet sich die Vartry Reservoir Lakes, gespeist durch den Vartry River (Abhainn Fheartraí), welche die Trinkwasserversorgung für Dublin darstellen. Auf der anderen Seite am westlichen Fuß befindet sich die Blessington Lakes, welche ebenfalls als Reservoir für die Dubliner Trinkwasserversorgung dienen.

## Naherholungsgebiet

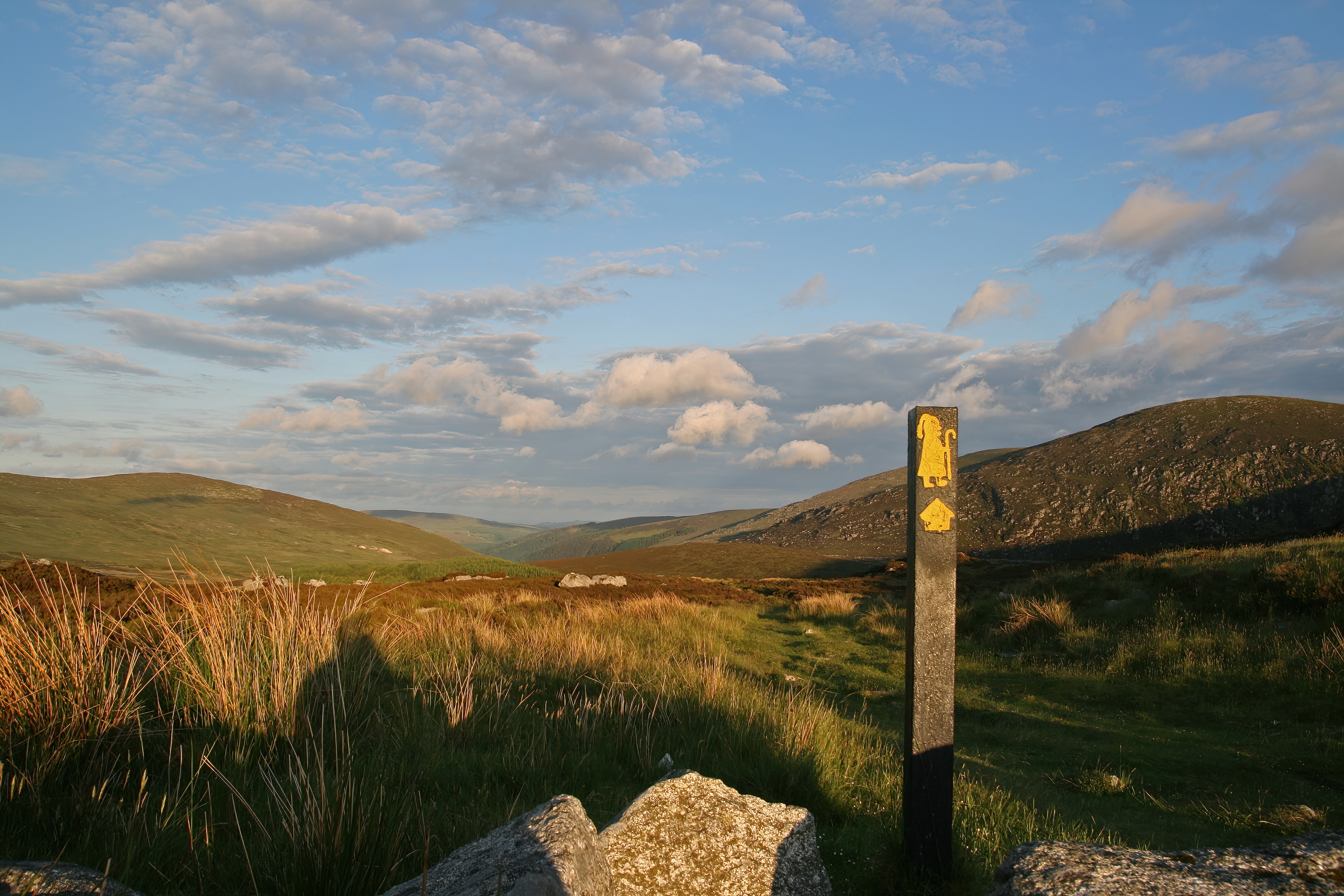
Der 132 km lange Fernwanderweg Wicklow Way in den Wicklow Mountains

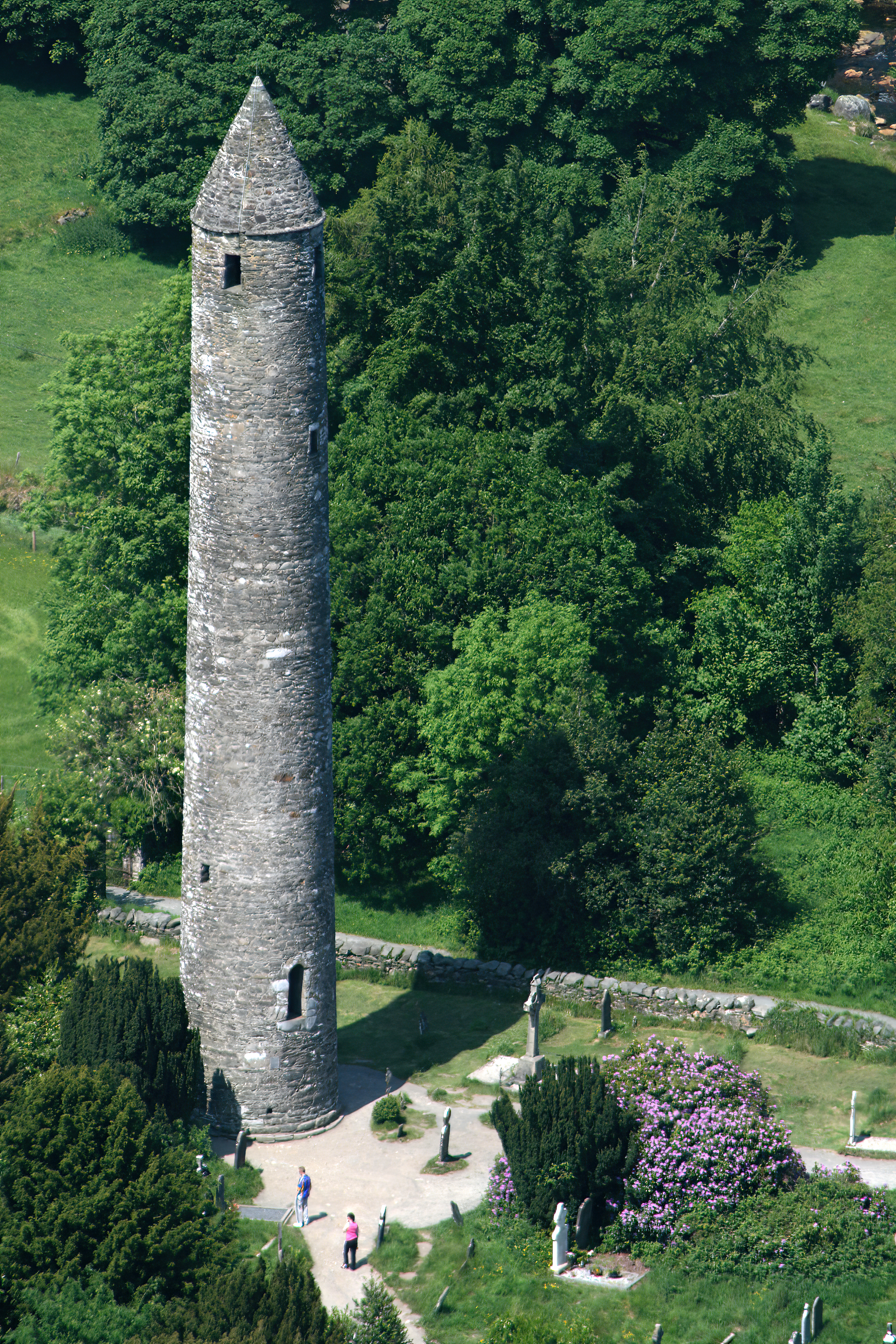
Rundturm von Glendalough

Die gesamte Gegend wird insbesondere an den Wochenenden von zahlreichen Dublinern und auswärtigen Touristen besucht, da die Region viele Formen der Erholung bietet, wie z. B. Angeln oder Rafting. Am beliebtesten ist jedoch das Bergwandern. Jährlich findet der Lug-Walk statt, benannt nach dem Berg Lugnaquilla (s. o.): Der Marsch von rund 50 km Länge führt meist durch sumpfiges oder sehr unebenes Gelände und über 18 Gipfel.

Inmitten der Gebirgskette liegt Glendalough, das der Legende zufolge vom Heiligen Kevin begründet wurde und unter anderem mit den Ruinen von sechs Klosterkirchen aufwarten kann. Glendalough wirbt damit, „das spirituelle Zentrum Irlands“ zu sein.

## Sehenswürdigkeiten
Im Herzen der Wicklow Mountains befindet sich der Wicklow-Mountain-Nationalpark mit einem Besucherzentrum bei Glendalough, wo sich Besucher über die Landschaft, die heimische Flora und Fauna sowie die vielfältigen, gut markierten Wanderwege informieren können. Parkplatz und Besucherzentrum liegen in einem Tal am Lower Lake, an den sich der Upper Lake anschließt. Um die beiden Seen sind mehrere Wanderwege mit verschiedenen Schwierigkeitsgraden und Streckenlängen ausgewiesen (längste Strecke: 11 km; 580 Höhenmeter). Mit geeignetem Schuhwerk und ggf. Regenbekleidung stellt die Mehrzahl der Wanderwege auch für ungeübte Urlaubswanderer kein Problem dar.
Von zahlreichen Aussichtspunkten hat man einen Ausblick auf das Tal, in dem das Besucherzentrum und der Lower und der Upper Lake gelegen sind, sowie von einigen Punkten auf das ganze Gebiet der Wicklow-Mountains. Der Nationalpark besticht durch seine Vegetation, nicht zuletzt aber auch wegen des inmitten gelegenen alten Klosterdorfes Glendalough.
Die Powerscourt Gardens liegen an den nördlichen Ausläufern der Wicklow Mountains am Fuße des 503 m hohen Sugar Loaf Mountain nahe der Ortschaft Enniskerry knapp 20 km südlich von Dublin; sie gelten als eine der schönsten Anlagen ihrer Art in Irland und bedecken rund 190.000 m².
Russborough House ist ein Herrenhaus aus dem 18. Jahrhundert. Das heute öffentlich zugängliche Gebäude wurde von Richard Cassels im palladianischen Stil für den ersten Grafen von Milltown erbaut. Die heutige Inneneinrichtung sowie die dort präsentierte Kunstsammlung stammen hauptsächlich von den letzten Bewohnern, Sir Alfred Lane Beit und Lady Clementine Beit.

## Das Wicklow-Gold oder der Irische Goldrausch von 1795
1795 fand ein Schulmeister im Fluss Aughatinavought (heute: Goldmines River, Abhainn an Mhianaigh Óir) Gold. Das blieb nicht lange geheim und schon im Herbst desselben Jahres waren viele seiner Nachbarn dabei, Gold aus dem Fluss zu holen. Die größte Fundstelle war das Red Hole, etwa einen Kilometer unterhalb der Brücke von Ballinagore gelegen. Binnen sechs Wochen sollen ca. 80 kg Gold gewaschen worden sein. Darunter der Wicklow Nugget, etwa 682 Gramm schwer, und der größte Klumpen Gold, der bisher auf den Britischen Inseln gefunden wurde. Eine Kopie befindet sich im Naturhistorischen Museum von London. Das Original wurde eingeschmolzen. Es wird behauptet, man habe eine Schnupftabakdose für Georg III. daraus angefertigt.
Am 15. Oktober 1795 übernahm die britische Regierung das Geschäft, was 18 Monate später vom Parlament legalisiert wurde. Bis 1800 wurden über 300 kg Gold gewaschen, aber die Ausbeute ging immer mehr zurück; 1801 wurde die Mine geschlossen. Bis 1803 suchte man nach der Urader, konnte sie aber nicht finden.

### Der Ursprung des Wicklow-Goldes
Trotz umfangreicher Grabungen um 1800 durch Thomas Weaver, den Geologen der Goldmine, wurde nichts gefunden. Seine zahlreichen Suchgräben – es sollen fast 13 Kilometer gewesen sein – sind dem Vernehmen nach noch heute beim Berg Croghan Kinsella (Cruachán) zu sehen.
Auch heutige Versuche, dem Ursprung mittels Isotopenanalyse auf die Spur zu kommen, sind bislang ohne Erfolg geblieben. Man weiß inzwischen, dass die Fundstelle das Bett eines viel älteren Flusses bildet, der noch vor der Gebirgsbildung im heutigen Gebiet floss. Alle anderen Goldadern in der Umgebung weisen daher eine andere Isotopenkombination aus.
Heutzutage ist das Gebiet Teil des Wicklow Mountains National Park. Der kurze Goldrausch inspirierte den irischen Komponisten John O’Keefe zur komischen Oper The Wicklow Montains.

## Weblinks

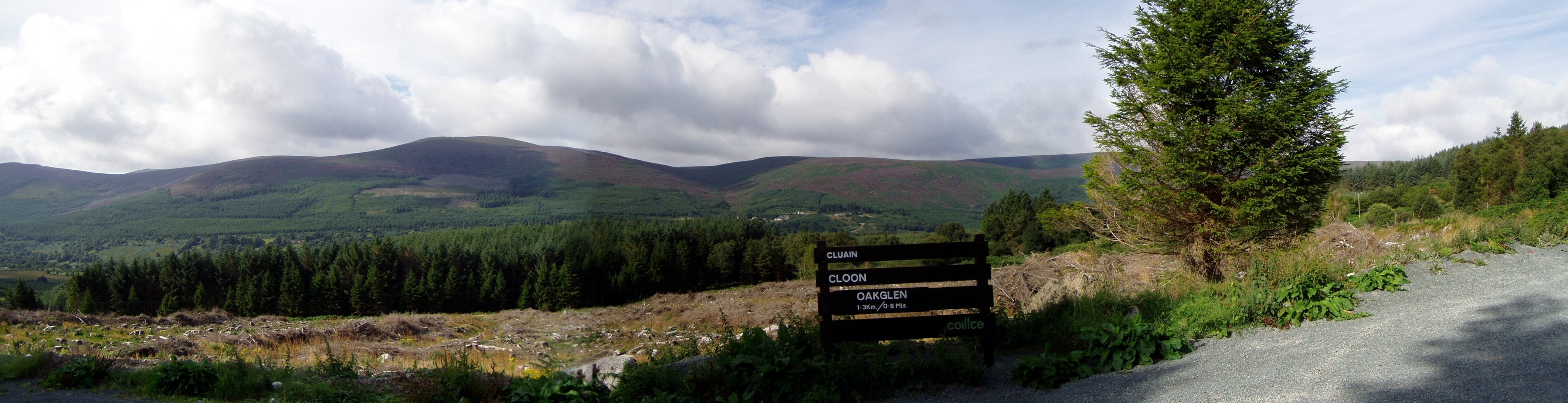
Wicklow Mountains nahe Enniskerry